# 독일의 사회보장제도
독일의 사회보장제도(독일어: Sozialversicherung,영어: Social security in Germany), 복지제도는 ‘사회정책’, ‘사회국가’라는 용어를 통해 표현되며 이는 경찰국가, 야경국가와 대립되는 개념이다. 사회보장제도는 자본주의의 발달로 생긴 사회, 경제적 문제들을 해결하기 위해 정부의 봉사와 보호를 필요로 하게 되면서 등장하게 되었다. 즉, 모든 국민이 기본권을 누리며 인간다운 생활을 할 수 있도록 보장하기 위해 사회국가로서의 역할 필요한 것이다. 독일의 근로복지제도 또한 사회보장제도의 틀 안에서 접근해야 한다.

## 역사

### 초창기 독일
19세기 후반 초기자본주의 시기에 독일은 산업화 과정과 더불어 나타난 노동자 문제를 해결하기 위해 노동정책과 분배정책을 세웠다. 이때 등장한 민주적 사회주의는 노동문제와 사회주의 운동을 연결했으며 이는 현대 복지 국가의 사상에 중대한 영향을 끼쳤다

### 비스마르크의 사회입법
비스마르크는 사회통합을 목적으로 임금노동자, 특히 육체 노동자인 프롤레타리아를 대상으로 사회보험을 법으로 제정했다. 그 내용으로는 산업재해의 보상 책임을 국가가 지는 산재보험이 대표적이며 그밖에 의료보험법(1883), 연금(1889), 실업보험(1927), 수공업자의 법정 사회보험 가입(1939)이 있다. 비스마르크의 사회입법은 사회주의 진압법과 함께 실행되었다. 하지만 국가보조금으로 운영되는 산재보험이 노동계, 사회주의자, 보수적 자유주의자들 모두의 반발을 불러 일으켰고 계급투쟁과 사회변화를 피하기 위해 노동자들이 권위주의적 국가권력에 의존하도록 만들려고 한 정책이라는 점에서 한계가 있다. 또한 자원의 재분배와 인권획득 측면에서도 한계가 존재한다. 이러한 한계에도 불구하고 비스마르크의 사회보험은 사회보장제도의 초석을 다졌다는 의의를 갖는다.

### 패전과 점령하의 입법(1945~49)
1945년 5월 9일 항복 이후 연합국 통치가 시작되었고 독일은 제2차 세계 대전으로 인해 인적, 물적 손실이 큰 상태였다. 동독과 서독으로 나뉜 독일은 각기 다른 법을 세우기 시작했다. 서독연방공화국은 1948년 7월 1일 서독 국가건립을 위한 제헌회의소집 인정으로 사회적 법치국가로서 출범하였다. 한편, 동 이사회는 연금보험의 재정수지 악화 해결을 위해 실업보험을 제외하고 포괄적인 사회보험을 구상했다. 뿐만 아니라 국가보조를 폐지했고 모든 비율로 노사전반부담에 의한 보험료 충당했으며, 그 밖에도 보험료율 인상, 급여수준 인사, 급여격차 해소 통일 등의 정책을 세웠다.

### 제1차 연금개혁(1949~57)
제1차 연금개혁은 1949년에서 1953년의 제 1회기와 1953년부터 1957년의 제 2회기로 나뉜다. 제 1회기에서는 사회보장의 기초조직에 관한 입법을 했는데 대표적으로 연방원호법, 부담조정법, 자치관리법 등이 있으며 사회재판소도 건립했다. 제 2회기에는 사회보장개혁을 비롯한 제반 활동을 했다. 연금개혁을 추진했고, 1955년에는 질병 시 모든 피용자를 평등하게 대우하는 질병보험을 만들었다. 또한 가족을 새로운 사회보장의 기본단위로 삼는 아동수당 분야의 개혁도 일어났다. 전체적으로 제1차 연금개혁 시기에는 패전 후 자원부족과 생활곤궁을 해결하기 위해 필요의 우선순위를 결정하여 사회보장계획을 실행하는 사회예산제도가 중요하게 작용하였다. 그리고 시장경제의 기본 틀 아래에서 사회정책을 강조하는 사회적 시장경제제도를 도입함으로써 실업문제를 해결했고 결과적으로 50년대 후반 완전고용을 달성했다.

### 제2차 연금개혁(1957~72)
이 시기에는 연금개혁법(1957)을 통한 평균연금액의 증액, 제2차 아동수당법 개혁(1959), 아동수당금고법(1961)을 통한 아동수당 개혁이 일어났다. 또한 노동시장적응법안을 제출했으며(1966) 노동촉진법, 직업교육법(1969)도 세워졌다. 마지막으로 제2차 연금개혁(1972)에는 최저소득에 의한 연금, 연금연령의 선택제, 연금액 인상 등이 이루어졌다.

### 장기 경제침체하의 사회보장(1973~80년대)
1973년에는 EU출신이 아닌 근로자의 신규 취업을 금지시켰다. 1974년에서 1975년에는 실업자수의 증가와 재정적자의 해결을 위해 재활급여의 동일화에 관한 법률(1974)을 세워 리허빌리테이션(rehabilitation) 급여를 통일했다. 또한 이 시기에 장애인의 사회보험에 관한 법률(1975)도 세워졌다. 1978년에서 1979년에는 연금조정법이 제정되었다. 이러한 노력에도 불구하고 80년대에는 경기침체로 인해 성장률이 5% 정도로 하락했다.

### 동서독 국가조약에 의한 사회보장의 통일화(1991.1.1 이후)
이 시기 사회보장제도의 목표는 구 동독 지역의 연금수준을 구 서독 지역의 수준으로 끌어올리는 것이었다. 이를 위해 서독식 연금제도를 동독지역에 확대 적용했다. 부분 퇴직제를 도입했고, 여성의 자녀양육기간을 연금가입기간으로 산정했으며, 정년을 상향조정하였다. 성장률이 하락하고 실업률이 상승하는 통일 후유증에 대한 대책으로는 노사정 합의 도출(1996)이 있었다. 하지만 1998초 실업자 수가 500만 명을 초과하였고 실업문제 접근방식에 대한 전환이 필요했다.

### 하르츠 개혁(2003.1.1 이후)
게르하르트 슈뢰더 총리가 사회민주당(SPD) 정부와 함께 하르츠 개혁(아젠다 2010)을 추진하였다. 하르츠 개혁은 2003년부터 2005년까지 차례대로 시행되었다. 하르츠I 개혁은 2003년 1월 1일부터 발효되었는데 정부가 운영하는 고용청의 취업알선 활동을 개선하고 기존제도의 문제점을 개선하는데 중점을 두었다. 하르츠II 개혁은 다양한 일자리를 창출을 위해, 특히 고용률이 낮은 저숙련 근로자들을 위한 노동시장 공급측면을 개혁했다. 하르츠III 개혁은 복지서비스를 제공하고 실업급여와 실업부조를 담당하는 연방청의 행정구조 시스템(infrastructure)을 개선하고 노동정책의 수단을 단순화하는데 중점을 두었으며 2004년 1월 1일부터 시행되었다. 하르츠IV 개혁에서는 근로능력이 있는 장기실업자 문제를 해결하기 위해 새로운 실업급여체제를 설립하였으며 이는 2005년 1월 1일부터 적용되었다.

## 공공사회부조

### 역사
독일의 현행 사회부조는 수세기 전 구빈제도에서 기원한다. 19세기 산업화의 진전으로 구빈제도에 변화가 생겼는데, 1880년대 사회보험인 노동자 보험의 창설로 인해 구빈제도의 상당부분이 사회보험의 영역으로 편입되었다. 1차 세계대전 이후 인플레이션이 심각해지고, 대량빈곤이 사회적 문제로 대두되자 구빈제도의 중요성이 부각되었고 이는 사회부조의 수급요건과 부조의 종류에 관한 원칙이 전국적으로 통일되는 기점이 되었다. 일련의 구호산업은 지방자치단체의 업무로 지정되었다. 제2차 세계 대전 이후 새로운 사회변화에 대응하여 1961년 6월 30일, 사회부조법이 공포되었다.

### 사회부조의 목적
독일의 사회부조의 목적은 일시적 물질적 빈곤의 제거를 넘어서 부조 수혜자, 즉 사회생활에 참가하는 모든 사람이 인간다운 생활을 유지할 수 있도록 하는 것이다. 따라서 공공사회부조로 분배되는 급여는 고정된 것이 아닌, 인적·물적·부조를 제공하는 방식으로 행해진다.

### 적용대상
독일의 사회부조의 적용 대상은 스스로 자립할 수 없거나, 필요한 도움을 다른 사회보장제도나 제 3자로서 받을 수 없는 자들이 모두 포함된다. 즉 독일의 사회부조는 어디서도 혜택을 받지 못하는 빈곤한 사람들을 지원하며, 고용이 가능한 연령이지만 장기적인 질병 등으로 일할 수 없는 사람들, 장애인, 보호관리가 필요한 사람들이 구체적 수혜대상이다.

### 급여
독일의 사회부조 혜택을 받기 위해서 수혜자는 우선 자산조사를 받아야 한다. 사회부조는 하르츠개혁 이후 크게 생계부조와 기타부조 그리고 고령자, 생계 능력이 감소한 자를 위한 필요 맞춤형 연금보조로 나뉜다. 생계부조는 실증연구에 기초한 법령에 의거하여 시행하며 345유로가 지급된다. 기타부조는 기타 상황에 직면하였을 경우 지급받을 수 있는데 그 경우에는 건강의 악화, 장애인, 자택 요양이 있다. 고령자를 위한 연금보조는 생계 부조액의 117%가 지급된다. 또한 급여기간은 무기한이고 조세를 통해 사회부조의 재원을 확보한다.

## 공적연금제도

### 개요
독일의 공적연금은 대상에 따라 제도를 달리하는 복잡한 양상을 띠고 있다.

### 노동자 연금제도
육체노동에 종사하는 모든 근로자 및 육체노동자영업자는 노동자연금제도에 의무적으로 가입해야 하며, 노동자 연금은 전국 주요 도시에 소재하는 노동자공적연금관리 운영주체에서 관리한다.또한 철도분야나 해양어업 종사자들의 연금은 연방철도보험관리공단과 선원금고에서 관리한다.

### 사무직직원 연금제도
정신노동에 종사하는 근로자 및 자영업자는 직원연금제도에 의무적 가입해야 한다. 이는 베를린에 있는 직원공적연금관리운영주체에서 관리한다. 또한 여성승무원 및 해양수로 안내원의 연금은 선원금고에서 관리한다.

### 농민노령부조
농어업 경영자 및 어부 및 농업경영자의 가족종사원은 농민노령부조에 의무적 가입해야 하며, 이는 전국의 농업지역에 있는 농민노령금고에서 관리한다.

### 공무원부양제도
공무원, 판사, 공공기관 종사자들은 공무원부양제도에 가입해야 하고, 직업군인 및 장기복무군인은 군인 부양제도에 가입해야 한다. 위 두 제도의 재원은 전액 국고 지원된다. 그 외에 재단과 종교단체 등에서 실시하는 각종 부양제도는 재단과 종교단체에서 주로 부담한다.

### 특징
연금가입이 의무이기 때문에 가입자의 의견에 따른 변경 또는 취소는 불가능하다. 위에 언급된 직종 외의 기타 소득활동 조사자, 또는 다른 부양제도 중도 탈퇴자는 본인의 신청에 한해 공적노령연금에 가입할 수 있다.

### 정년퇴직 연령
법정 정년퇴직 연령은 남녀 모두 65세이다. 하지만 2012년에서 2029년으로의 변이기간 동안 정년퇴직 연령은 67세로 오를 것으로 예정되어 있다. 또한 45년 이상 연금제도에 공헌한 보증된 사람들만이 예외적으로 65세에 은퇴가 허용되도록 예정되어 있다. 제도에 5년동안 공헌을 해야 연금 지급이 가능하며, 금액 납부가 5년이 채 되지 않으면 환불요구를 할 수 있다.

## 사회복지서비스

### 의료보험
독일의 자국민은 의무적으로 법정 의료보험(Gesetzliche Krankenversicherung, GKV)이나 민간 의료보험(Private Krankenversicherung, PKV)에 가입되게 되어 있다. 법정 의료보험은 일정 소득 이하의 소득계층에게 의무적으로 가입하도록 법제화 하고 있다. 반면 일정 소득 이상의 소득계층은 민간 의료보험을 선택할 수 있다. 보험료는 직종별로 차이가 있으나 2011년 기준으로 평균적으로는 수입의 약15.5%이며, 피보험자는 대략 8.2%, 고용주는 7.3%를 부담한다.
2012년 기준, 독일은 196개의 공공건강보험이 운영되고 있다. 해당 의료 서비스의 범위로는 예방치료, 입원 및 외래환자 병원치료, 의사 치료, 정신 건강 치료, 재활 치료, 의료비 보조, 처방조제, 치과 치료, 질병 휴가 보상 등이 있다. 1993년, 기술적으로 난이도가 높은 진료에 대해서 개별적인 진료 1건당 정액제 제도가 생겼고, 1997년, 의약품, 요양비, 입원 등에 대한 본인부담금이 인상되었다. 2004년, 10유로(약 14.58$)의 본인부담 및 최초 병원이용료와 분기별 치과치료제도가 도입되었다. 같은 년도에 보건의료 현대화법을 통해 법정의료보험 보험료가 인하되었다. 2007년, 법정의료보험 보험료가 연방차원에서 단일화됨으로써 재원의 투명성이 확보되었다. 이로써 공적 질병금고들 간의 양질의 의료서비서 제공 경쟁이 더욱 강화되었다. 2009년, 공적 건강보험 재정조달법을 통해 고용주와 피고용인이 공동으로 공적 건강보험 재원조달 방식이 수정되었다. 피고용인이 내야하는 추가보험에 대해서 정부가 세금을 재원으로 지원하기로 되었다. 독일 정부는 지난 20여년 동안 지속적으로 보건의료개혁을 실시했으며 이를 통해 보건의료재정을 안정화 시키고자 하였다.

### 재해보험
2012년 독일에서 발생한 일과 관련된 사고(Reportable work-related accidents)는 약 885,009건으로 집계되었다. 재해보험의 설립 목적은 근로자들의 건강을 위협하는 직업병과 산업 재해 등을 예방하는데 있다. 이미 발생 했을 경우 적절한 수단을 동원하여 재해보험 가입자의 건강과 능력을 회복시키도록 하고 해당 가입자나 유족에게 현금을 지급하여 보상한다. 독일의 재해보험에는 요양급여, 휴업급여, 직업재활급여, 장애급여, 유족급여 등이 있다. 근로자 부담금은 없으며 사업주는 위험등급에 따라 보험료를 납부하고 이는 대략 임금의 1.33%이다. (2002년 기준) 요양급여는 일체의 비용을 지급한다. 휴업급여는 기준 소득의 80% 지급한다(세금 등을 공제한 순소득 초과 불가). 직업재활급여는 가족관계에 따라 기준소득의 68-75%를 지급한다. 장애급여는 노동 능력의 상실 정도, 전년도 소득 등의 기준을 이용하여 결정한다. 유족급여는 연간근로소득의 80%를 초과할 수 없다.
DGUV(Deutsch Gesetzliche Unfallversicherung)

### 연금보험
근로자들의 은퇴 이후 생활수준을 보장하기 위해 만들어진 보험이다. 일반 근로자는 월 소득의 약 9~10%을 내야하며 자영자의 경우는 수입의 약 19~20%을 내야 한다.일반적인 연금(Standard pension)을 받기 위한 최소 나이는 2012년부터 2029년까지 65세에서 67세로 올라갔다. 노령연금의 경우 보험료 납부기간이 5년 이상인 65세 도달자에 대해 해당되며 가입기간이 35년 이상인 경우 63세부터 조기연금 수령이 가능하다.  지급액의 경우 총 개인소득점수에 연금종별 소득점수(1.0)(보험료 납부기간, 보험료 면제기간, 저액보헙료 납부기간 등을 고려) 적용율과 연금 실질가치 유지액(pension value)을 곱한 금액으로 계산한다(광부/철도원/선원에게는 특별한 규정이 적용됨).
BMAS(Federal Ministry of Labour and Social Affairs) 보관됨 2014-11-09 - 웨이백 머신

### 가족정책(자녀수당, 육아수당, 육아휴직)
독일은 수십 년간 출산율이 평균 1.4명인 유럽의 대표적인 저출산 국가이다. 따라서 출산을 독려하기 위해 독일 정부는 2002년부터 ‘지속 가능한 가족정책’을 추진하고 있다. 이러한 정책은 자녀를 가지고 있지 않은 젊은 부부와 자녀를 가지고 있는 부모들에게 출산을 장려하고 자극하기 위함이다. 대표적인 정책으로는 자녀수당, 육아휴직 수당제도, 육아수당 등이 있다.
자녀수당은 만 18세 미만을 대상으로 첫째, 둘째 자녀까지 월184유로, 셋째 자녀는 월190유로, 넷째 자녀는 월215유로의 급여를 받을 수 있다. 직업이 없을 경우 만 21세 미만, 학생이거나 자원 봉사직에 있는 경우는 만 25세 미만, 장애인은 나이제한이 없다.
육아휴직 수당제도는 출산자녀의 양육을 위하여 부모가 휴직을 한 경우 국가에서 지급하는 수당이다. 부모휴직 기간에도 주당 30시간까지의 임금노동이 허용된다. 수급기간은 출산 전 12개월이고 월 순 수입의 67%, 한달 최대 1800유로까지를 보전받게 된다.월 소득이 없는 경우에는 최소 월 300유로를 받을 수 있고 월 소득 1000유로 미만인 경우 임금 대체율이 적용되어서 월 소득이 1000유로에서 2유로씩 감소될수록 임금 대체율은 67%에서 0.1%씩 증가하게 된다. 만 3살 이하의 아이를 가진 부모에 대해서 적용이 되며 부모가 동시에 휴직을 할 수도 있고 각각 다른 기간에 할 수도 있다. 만 8살이 경과하면 신청이 불가능하다는 특징을 가지고 있다. 특히 부모휴직기간에는 법에 따라 특별한 해고보호규정(주당 15시간 이상 30시간 이하의 단축근무에 대한 권리가 보장)이 적용되며 휴직기간이 마친 뒤에도 기존의 업무로의 복귀가 보장된다.
육아수당은 직업을 가진 부부가 2세에서 4세 아이의 아기를 보육시설이 아닌 집에서 돌보면 아기 한 명당 2013년에는 월100유로, 2014년부터는 월 150유로를 지급해주는 정책이다.

## 직업교육제도(Ausbildung)

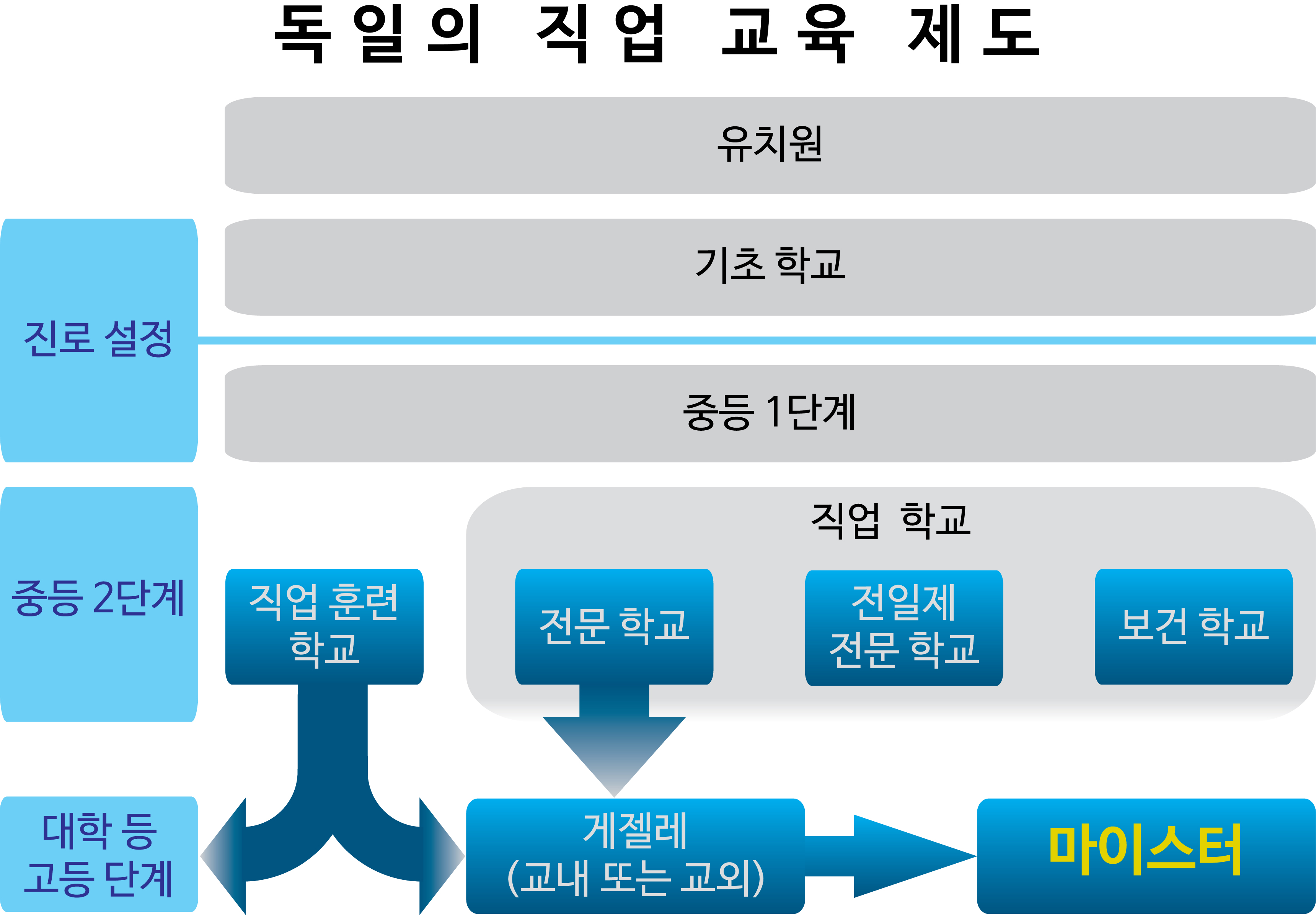
독일의 직업 교육 제도

독일의 직업교육제도는 크게 2가지 인데 하나는 이원화체제 교육제도(독일어: Duale Ausbildung)이고 다른 하나는 학교 직업교육이다. 대부분의 청소년들은 기업의 직업교육을 통해 전문지식을 습득한다. 또한 기업직업교육을 이수하는 동안 병행하여 직업학교에 다닌다. 의학이나 다른 사회 분야는 학교에서만 배울 수 있다(전문학교나 직업전문학교). 이와 같은 직업교육은 학교 직업교육이라고 부른다.

### 이원화체제 교육제도(Duale Ausbildung)
청소년을 대상으로 학교와 기업이 공동으로 직업교육을 운영하는 것을 이원화체제 교육제도(독일어: Duale Ausbildung)라 한다. 이원화체제 교육제도는 학생에게 폭넓은 능력을 함양시키고 사회성과 인간관계 능력을 배양시키는 것을 목표로 하고있다. 전체 교육의 3분의 1은 국가 주도의 직업학교에서 이뤄지고 3분의 2에 해당되는 나머지 교육은 기업이 담당한다. 기업에서의 교육은 주당 3~4일이고 교육기간은 3~3년 반이다. 직업학교에서의 직업교육은 주당 1∼2일이고 교육기간은 주로 1~3년이다. 경우에 따라 학생이 인턴쉽 경험이 있거나 경력인정(Anerkennungsjahr)을 받은 경우 교육기간이 단축되기도 한다. 직업학교의 졸업요건은 직업교육 과정의 이수와 국가공인 자격증을 취득이다.
국가에서 직업교육의 질을 보장하기 위해, 직업교육의 기간, 내용 및 편성, 그리고 졸업시험 등의 교육에 관련된 사항은 법(직업교육법, 수공업법)으로 규정되어 있으며 독일 내 모든 기업들에게 동일하게 적용된다. 반면 직업학교에 관련된 사항은 주(州)정부의 학교법에 따라서 주(州)마다 다르다.

### 직업교육 계약
직업교육 계약이란 직업교육을 담당하는 기업과 학생이 체결하는 계약이다. 이 교육계약은 직업교육이 시작되기 전에는 서면으로 이뤄져야 하며, 미성년인 학생의 경우는 학부모의 동의가 필요하다. 이 계약에는 직업교육 과정에서 기업과 학생의 의무와 권리에 대한 내용이 담겨있다. 예를 들면 기업은 직업훈련법에서 정한 목표를 이루기 위해 관련된 모든 지식과 기술을 학생들에게 전수할 의무를 가진다. 기업이 담당하는 직업교육 과정에서 발생하는 비용은 전액 기업이 부담한다. 학생은 주어진 일을 성실히 수행하며, 기업의 지시를 따르고 기업의 방침과 규정을 준수해야한다. 학생은 최소 만 18세까지 기업에서의 훈련과 직업학교에서의 공부를 병행해야한다. 이 외에도 견습 및 근무 기간, 임금, 그리고 복지에 관한 내용이 직업교육 계약에 포함된다.

#### 견습 및 근무 기간
교육기간은 직업별 직업훈련 규정에 명시된 기간을 따른다. 견습기간은 1개월에서 최대 3개월까지이다. 견습기간 중에는 해약고지기간에 관계 없이 그리고 별도의 해약 이유 제시 없이 직업훈련계약이 파기될 수 있다. 그러나 견습기간이 끝난 이후에는 중대한 이유가 있을 때에만 기업이 계약을 파기할 수 있다. 훈련생도 견습기간 이후에 계약을 파기할 수 있는데, 직업훈련을 포기하거나 다른 직업을 위한 훈련을 받고자 할 때 4주전에 해약 여부를 알린 후 계약을 파기할 수 있다.

#### 임금
직업교육의 보수는 기업과 노동조합 사이의 교섭을 통해 매년 개정된다. 학생이 교육받는 직업분야에서 일반적으로 책정되는 임금의 약 1/3 수준으로 학생의 보수로 책정된다. 그 액수는 월 205~920€로 직업마다 차이가 있다.

#### 복지
18세 미만의 청소년들은 청소년근로보호법에 따라 하루에 최대 8시간까지 근무한다. 동일한 법령에 근거하여 훈련생의 연령에 따라 최소 25일에서 30일 동안의 휴가가 지급되어야 한다. 직업교육 기간 중에는 학생은 보험(건강, 간호, 연금, 실업, 사고)에 가입된다.  그 중 건강보험료와 실업보험료는 기업과 학생이 법에서 정한 비율에 따라서 분담한다. 직업교육 과정을 이수한 학생이 실업자가 될 경우 실업수당을 받을 수 있다. 그러나 학생이 교육과정을 중도에 포기할 시 최소 12개월 이상의 훈련과정을 수료한 경우에만 6개월간 실업수당을 받을 수 있다. 직업교육 과정에서 학생이 부담할 비용은 학습자료, 식사, 작업복, 교통비이나, 이 비용에 대해서 일부 기업에서는 학생들에게 보조금을 지원한다.

## 학교 직업교육(Vollzeitschule)
사회분야 또는 의학분야의 직업교육은 이원화체제 교육제도에서는 배울수 없는 대신 학교 직업교육에서 실시된다. 또한 이원적 직업교육제도에서는 교육을 기업과 학교가 공동으로 주관하지만 학교 직업교육은 학교에서만 이뤄진다. 전일제 전문학교나 보건 학교가 이 직업교육과정에 속한다. 입학 조건은 주(州)정부의 학교법에 의해 정해지기 때문에 주(州)마다 다를 수 있다. 그렇지만 대부분은 중등 1단계(레알슐레 혹은 하우프트슐레) 졸업자격을 요구한다.
직업교육기간은 주로 1~3년으로 인턴십이나 학점에 따라 달라진다. 이 직업교육은 공립학교나 사립학교에서 받을 수 있는데 사립학교에서의 직업교육 과정이 국가가 규정한 것과 다를 경우 인정되지 않는다.
기업이 학비를 전액 부담하는 기업직업교육과는 달리 학생이 모든 비용을 부담해야 한다. 하지만 연방교육장려법에 따라 조건을 갖춘 학생은 국가로부터 장학금을 받을 수 있다.
간호사와 같은 특수한 직업의 경우 직업교육을 받는 학생도 봉급을 받지만 이원화체제 교육제도와 다르게 학생의 실업보험의 가입이 불가하다. 따라서 직업학교 졸업생이 실업자가 되었을 때 실업수당을 받지 못한다.

## 취업지원제도

### 하르츠 개혁 이전 제도

#### 근로자지원 프로그램
직업상담 및 직업알선, 재취업 가능성 제고를 위한 훈련, 자영업 활동 지원, 생계기초지원금 지급 등 다방면으로 근로자의 취업을 위한 프로그램이 있다. 그밖에도 구직 및 직업훈련 참가 비용을 보조해주는 이동촉진프로그램, 고령자를 위한 고용창출 프로그램, 실업수당과 실업부조를 제공하는 임금보장 프로그램, 건설업 고용지원 프로그램 등이 있다.

#### 사용자지원 프로그램
근로자가 아닌 사용자를 지원해 취업을 도와주는 프로그램도 존재한다. 취업을 위해 특별한 적응훈련이 필요한 근로자, 장애인, 고령근로자의 고용에 대한 지원을 해주는 근로자 고용 프로그램, 사회복지프로그램에 대한 보조금 지급, 구조조정방안 지원 등이 있다.

### 하르츠 개혁
아젠다 2010은 시간선택제 일자리, 파견근로 등에 대한 차별을 금지하고 복지를 개선했다. 그 결과 노동참여 인구의 증진으로 1인당 국민소득의 증가했으며 유연해진 근무제도로 인해 2008∼2010년 경제위기를 대량 해고 사태 없이 넘길 수 있었다.당시 아젠다2010의 주된 초점은 독일의 노동 시장을 보다 유연화하자는 것이었다. 중소기업들로 하여금 보다 쉽게 해고를 할 수 있게 함으로써, 새로 사람을 채용하는 것에 대한 부담을 줄일 수 있게 했다. 또한 파트타임과 임시직에 대한 규제들도 풀어서 파트타임 일자리와 임시직이 늘어날 수 있는 환경을 마련했다. 그리고 실업자에 지원 체계를 연방정부와 지방정부로 나눠 지원했던 것을 하나로 통일함으로써 재정 부담을 줄였다. 뿐만 아니라 실업자들이 일자리를 구하고, 실제 취업에 나서는 자극책을 만들기도 했다. 아젠다 2010에 따라 실업 급여 기간은 통상 1년으로 줄어들게 됐다. 실업자들이 일자리를 까다롭게 고를 수 있는 조건 자체를 허락하지 않은 것이다. 여기서는 하르츠 개혁 내용 중 취업지원제도에 직접적으로 연관되는 내용만 다룰 것이다.

#### 하르츠I (2003.1.1)
하르츠I 개혁은 정부가 운영하는 고용청(employment agencies)의 취업알선 활동을 개선하였다. 고용청이 고용청에서 분리된 인력알선대행사(Personal Service Agency, PSA)를 설치하도록 규정했고 각각의 PSA는 실직자들을 고용하여 외부 기업들의 임시직에 배치하는 일을 맡았다. PSA는 기업에 임시 근로자를 제공하는 것 외에도 임시 근로자가 영속적인 일자리를 찾을 수 있는 기회를 제공하는 동시에 고용자들에게도 임시 채용 기간 중 근로자의 업무능력을 시험하고 인재를 탐색하는 기회를 제공해 주었다. 하지만 PSA는 비용 대비 효과가 크지 않다는 비판이 제기되어 2006년 이후 효과가 있다고 판단되는 경우에 한해서만 설립하도록 변경되었다. 하르츠I 개혁에서는 PSA 건립 외에도 서비스 제공기관 간의 경쟁을 유도함으로써 취업기회를 알선했다.

#### 하르츠II (2003.1.1)
하르츠II 개혁에서는 다양한 일자리를 창출하기 위해, 특히 고용률이 낮은 저숙련 근로자들을 위한 노동시장 공급측면의 개혁방안 마련을 위해 미니잡, 미디잡, 개인자영업 창업 지원 등의 프로그램을 도입하였다.

##### 미니잡과 미디잡 도입
독일의 시간선택제 일자리는 시간당 임금과 사회보험, 노동법상에서 전일제(全日制) 일자리와 동일한 대우를 받는다. 하지만 월 450유로(약 65만 원) 이하를 받는 초단시간 근로자들을 위한 미니잡(Minijobs) 제도는 예외적으로 운영되고 있다. 미니잡은 월 임금이 400유로 미만, 미디잡(Midijobs)은 월 임금이 400유로~800유로에 해당하는 일자리로서 미니잡 근로자는 사회보장 기여금의 납부를 면제받고, 미디잡 근로자는 근로 소득에 따라 차등적인 사회보장 기여금을 받는다. 독일 정부는 청년층과 고령층의 부업을 활성화하기 위해 식당 서빙, 가사도우미, 환자돌보미 등의 일자리에서 월 450유로 이하를 버는 사람들에 대해서는 소득의 45% 수준인 세금 및 사회보험 부담을 면제해줬다. 이에 따라 미니잡은 선풍적 인기를 끌어 현재 700만 명 가량이 미니잡 형태로 고용돼 있다. 미니잡 종사자는 55세 이상이 26%, 25세 미만이 19%로 여성, 청년, 노인층 등 고용취약계층의 취업 활성화에 도움을 줬다. 다만 미니잡이 저임금, 저연금 노동을 확산한다는 비판도 일각에서 제기된다. 많은 사람들이 세금 면제 혜택을 받는 미니잡을 선호해 월 450유로 이상 받을 수 있는 일자리로 쉽게 옮겨가지 않기 때문이다.

##### 개인자영업(Ich AG, Me plc)창업 시 보조금 지급
자영업을 창설하는 실직자들에게 해마다 차등 지급되는(첫 해부터 해가 지날수록 차등적으로 감소) 비과세 보조금을 지원하였다. 기업이 성공적으로 운영되어 연간 25,000 유로 이상의 이윤을 달성하면 보조금 지급을 중단하였다. 그 결과 2004년 9월 한 해 동안 164,000명이 개인 자영업을 창업하였다.

#### 하르츠IV (2005.1.1)
하르츠IV 개혁은 일자리 센터(job-center)를 새로이 설치하고 모든 구직자들의 상담 창구로 활용했으며, 정규직에 배치될 수 없는 실직자를 위해 원유로 잡(one-euro job)을 도입했다. 원유로 잡은 시간당 임금이 1유로인 일자리를 일컫는데 실업급여에 더하여 추가 수당을 받을 수 있다. 하지만 이 또한 미니잡의 도입과 마찬가지로 저임금 일자리를 창출하고, 안정적인 노동시장으로의 진입으로 판단하기 어렵다는 문제점이 제기되었다.

#### 긍정적 영향
2008년 경제 위기 이후 유럽 각국의 경제가 침몰했지만, 독일 경제는 주변국들에 비해 월등히 낮은 실업률을 기록했다. 이 때문에 오늘날 여러 국가에서는 당시 슈뢰더가 제시했던 아젠다 2010을 경제 회생의 안내서처럼 학습하고 있으며, 슈뢰더 총리 자신도 전 세계를 누비며 강연을 다니고 있다.

#### 한계
슈뢰더의 아젠다 2010이 발표된 뒤 슈뢰더의 소속정당인 사회민주당(SPD)는 심한 내분을 겪게 됐고 수많은 이탈자들이 발생했다. 슈뢰더는 선거에서 복지 정책의 후퇴는 없다고 밝혔지만, 전격적으로 복지 수준을 낮춘 것이다. 기존의 SPD 지지자들은 슈뢰더 총리가 내놓은 아젠다 2010은 국가가 국민들을 가난하게 만드는 프로그램이라고 비판했다. 이들은 슈뢰더 총리가 수많은 독일 국민들을 낮은 급여의 장래성이 없는 직장에서 밀어 넣었다고 비판했다. 결국 다음 선거에서 SPD는 아젠다 2010 때문에 핵심 지지층을 상실해 정권을 야당에 넘겨준다.

## 같이 보기
- 복지
- 하르츠 법안